# ŽRK Samobor
Ženski rukometni klub Samobor je hrvatski rukometni klub iz grada Samobora. Osnovan kao ŽRK Samobor 1973. godine pod okriljem sportskog društva "Mladost" iz Samobora.

## Povijest kluba

#### Početci
Nakon osnivanja kluba 1973. godine, ŽRK Samobor počeo je igrati u općinskoj ligi na razini općine grada Samobora. 1976. godine klub preuzima Milan Vuletić te klub ulazi u županijsku ligu zagrebačke županije, da bi 1979. godine u doigravanju klub izborio viši rang, te se natjecao u Hrvatskoj rukometnoj ligi – Sjever.
1990. godine Samoborke osvajaju hrvatsku regionalnu ligu, te preko ŽRK Osijeka u kvalifikacijama ulaze u jedinstvenu hrvatsku ligu.

#### Spajanje s ŽRK Zagorcem
U svojoj prvoj sezoni rukometašice Samobora 1990./1991. zauzele su treće mjesto, da bi se 1992. klub spojio sa ŽRK Zagorec iz Krapine, te je promijenio ime u "ŽRK Silex" po glavnom sponzoru kluba.
1995. godine Silex ulazi u "A Hrvastku rukometnu ligu". U toj prvoj natjecateljskoj sezoni klub je osvojio četvrto mjesto, te se probio u međunarodno natjecanje – Kup EHF. U toj sezoni 1997./1998. klub je s novim trenerom Zdenkom Kordijem i novim dovedenim igračicama, postigao odlične rezultate, kako na domaćoj, tako i na Europskoj sceni. 
U prvoj utakmici Kupa EHF, pobijedili su portugalski sastav "HC Academico Funchal", dok su ispali u drugom kolu od kasnijeg pobjednika Kupa EHF-a "Dunaffera" iz Mađarske.

#### ŽRK Samobor 1999. – 2009.
1999. godine dolazi do radikalnih promjena u klubu, Silex prestaje postojati te se zahvaljujući predsjedniku Samoborskog športskog saveza Juri Horvatu vraća ime "ŽRK Samobor".
U sezoni 2000./01. klub je ušao u 2. Hrvatsku rukometnu ligu, te je u prvoj sezoni osvojio 4. mjesto. U klub je kao trenericu postavljana bivša igračica Dubravka Tunjić, bazirajući se uglavnom na igračicama iz vlastitog pogona, klub je redovito zavrašavao u sredini tablice što se smatralo uspjehom. 
Godine 2011. ŽRK Samobor ostvaruje najveći uspjeh u povijesti kluba te ulazi u 1. ŽRL.

#### 1.ŽRL
Ulaskom u 1. ŽRL, samoborke ostvaruju veliki rezultat, u klub dolazi reprezentativka Hrvatske Ivana Lovrić i vodi klub prema 5. mjestu te sezone iza nepobjedivih rukometašica Podravke i Lokomotive. Nakon tog iznenađujuće dobrog rezultata, klub dovodi nekoliko novih pojačanja iz Lokomotive, među kojima su Sandra Bošnjak i Iva Milaković-Litre. 
u sezoni 2012./13. u klub ulazi novi sponzor, građevinska tvrtka "Fantazija" te klub mijenja ime u "ŽRK Fantasyland Samobor". 28. ožujka, 2013. godine objavljeno je da "Fantazija" više nije generalni sponzor "lavica" te se ime kluba mijenja u "ŽRK Samobor".
Unatoč silnim promjenama sponzora lavice su uspjele ostvariti najbolji rezultat u povijesti kluba te završile na 3. mjestu 1. ŽRL iza prvakinja Podravke i Lokomotive protiv kojih su pobijedile u dva navrata te sezone.

### Navijači
Nakon ulaska u 1. ŽRL, zainteresiranost za ženski rukomet se uvelike povećao, dvorana je svaku utakmicu popunjena.
2011. osniva se navijačka skupina "Fanatici" koji su ime dobili po navijačima nogometnog kluba Samobor, jedna su od najboljih, najglasnijih i najvjernijih navijača ženskog rukometa u Hrvatskoj, prate klub u domaćim i gostujućim utakmicama.
Trenutno skupina ima dvadesetak članova.

## Vanjske poveznice
Službena stranica ŽRK Samobora